# Tias Mortigjija
Matija (Tias) Mortigjija (Dubrovnik, 7. travnja 1913. – Rakov Potok (?) kod Samobora, 23. listopada 1947.) bio je hrvatski novinar, publicist, član ustaškog pokreta i pričuvni ustaški časnik, najpoznatiji po svom djelovanju za vrijeme NDH kad je bio urednik tada najvažnijih glasila.

## Životopis
Mortigjija je osnovnu školu i Realnu gimnaziju pohađao u rodnom Dubrovniku. Još kao srednjoškolac počeo je objavljivati pjesme, osvrte, članke i rasprave u tadašnjem hrvatskom tisku; Hrvatskoj reviji, Hrvatskom narodu, Spremnosti, Glasu Matice Hrvatske, Luči, Hrvatskoj straži, Novom dobu, Hrvatskoj smotri... Nakon gimnazije 1931. odlazi na Filozofski fakultet Zagrebačkog sveučilišta na studij povijesti i zemljopisa koji je završio tek pred Drugi svjetski rat - 1940. Dugo je studirao jer se zapravo čitavo vrijeme studija bavio izdavaštvom, uređivao je razne časopise od 1933. do 1936., poput: Krijesa, Alma Matera, Dubrave i Hrvatskog Juga. U to vrijeme napisao je i knjižicu (zapravo pamflet) Dinko Tomašić u pravom svijetlu, a za tisak je priredio knjigu Josipa Berse Dubrovačke slike i prilike, za koju je napisao i predgovor.
Mortigjija je izabran za asistenta na katedri ekonomske povijesti Visoke ekonomsko-komercijalne škole u Zagrebu, no na tom mjestu nikada nije počeo raditi zbog zauzetosti uredničkim poslovima.
Mortigjija u svojoj autobiografiji tvrdi da je u ranoj mladosti bio oduševljen jugoslavenstvom, ali da je ono prekinuto krvavim događajima u beogradskoj skupštini 20. lipnja 1928. Od tad se okreće hrvatskom nacionalizmu, čita hrvatsku književnost i povijest. Za Mortigjiju je istinski nacionalizam - nadstranački, onaj koji izlazi iz uskih građanskih okvira, obrambeni, oslobodilački i starčevićanski. Za vrijeme Kraljevine Jugoslavije više je puta uhićivan zbog "antidržavnog djelovanja".

### Karijera za Nezavisne Države Hrvatske
Od samog utemeljenja NDH, od travnja 1941., Mortigjija je bio odgovorni urednik tada glavnog državnog dnevnika Hrvatskog naroda, sve do veljače 1942. kad odlazi u novoutemeljeni tjednik Spremnost gdje je radi kao ravnatelj i glavni urednik sve do pred kraj prosinca 1944. godine kada je smijenjen, a na njegovo mjesto postavljen Franjo Nevistić. Smijenjen je, po nekim izvorima, zbog objavljivanja crteža Vladimira Nazora u božićnom broju. U kasno ljeto ili ranu jesen (po vlastitu svjedočenju) 1944. godine biva uhićen nakratko, po nalogu Ante Pavelića, koji ga je i saslušao, zbog jedne notice u Hrvatskom narodu. Preostalih 4 mjeseca 1945. nije obavljao nikakvu dužnost. Mortigjija je bio član Ustaškog pokreta od 1941., te pričuvni zastavnik Ustaške vojnice a kasnije satnik.
Tjednik Spremnost bio je glavno idejno glasilo ustaškog pokreta, i zapravo jedini tjednik, nakon što su ustaše zabranili izlaženje svih ostalih građanskih časopisa »tadašnjeg vremena«. I Hrvatski narod kao i tjednik Spremnost bile su tipično marionetska glasila koja su slijedila politiku Sila osovine a napose Trećeg Reicha, za ilustraciju vrijedi navesti, da je već 20. travnja 1941., Hrvatski narod prenio tekst iz Deutsche Zeitunga pod naslovom »Protiv Židova treba poduzeti najstrože mjere«, koji završava riječima: »Bez rješenja židovskog pitanja nema konačnog smirenja u jugoistočnom prostoru. A isto je tako sigurno da ove mjere nikada ne mogu biti dosta oštre.« Hrvatski narod nije samo prenosio tuđe tekstove, već je donosio i vlastite poput članka od 26. lipnja 1941. pod naslovom: »Unatoč zabrani, Židovi se još uvijek kupaju u Savi«. U sličnom rasističkom tonu pisani su i članci o Srbima, Romima i drugim rasama koje je nacistička ideologija smatrala manje vrijednim. Kao glavni urednik Spremnosti, prema vlastitim riječima, nastojao je da tjednik bude »nacionalističko glasilo na širokoj osnovi«, da bude i kulturno a ne samo stranačko i ideološko, da bude svjedočanstvo stupnja duhovnih sloboda (što je nerijetko izazivalo sumnjičavost kod određenih krugova ustaškog pokreta te i zaplijenu jednog broja).
Bio je suradnik Hrvatske enciklopedije (1941. – 1945.) a uredio je i Zbornik hrvatskih sveučilištaraca (1942.).
Bleiburška tragedija 1945. nije zaobišla ni njega. Kad je slom Nezavisne Države Hrvatske, bio više nego jasan, zajedno s tridesetoricom drugih novinara iz Prosvjetne bojne odlazi u zbjeg 6. svibnja 1945. prema Zapadu u nadi da će se moći predati zapadnim Saveznicima koji bi ih zaštitili od indoktriniranih jugokomunističkih partizana i konvertiranih četnika. Kad je bio u Austriji, u Lavamündu je zajedno s Milivojem Magdićem i Jurom Petričevićem sastavio Memorandum skupine hrvatskih intelektualaca upućen nadležnim mjestima Britanske armije.

### Dani u izbjeglištvu
U Austriji je proveo više od godinu dana (od svibnja 1945. do kolovoza 1946.) i to u izbjegličkom logoru, čija se lokacija povremeno premještala. 
U logoru se Mortigjija prihvatio posla, organiziranja društvenog života; priredaba, predavanja o hrvatskoj povijesti, organiziranja Inicijativnog odbora Hrvata-izbjeglica u Koruškoj. Izdao je i jedne novine 1. ožujka 1946. (jedan jedini broj, na svega dvije stranice) koji je trebao postati glas hrvatskih izbjeglica u Austriji - Danas i sutra.

### Suđenje i smrt
Na zahtjev novih jugoslavenskih vlasti Tiasa Mortigjiju su britanske okupacijske snage u Austriji predale Jugoslaviji, te je 2. rujna 1946. dopremljen preko Maribora u Zagreb. Nakon toga otpočela je istraga, na osnovu koje ga je zagrebački Okružni sud 8. rujna 1947. osudio na smrt strijeljanjem i gubitak svih građanskih prava. Vrhovni sud Hrvatske je tu osudu potvrdio 23. rujna 1947. Strijeljan je 23. listopada 1947. negdje u okolici Samobora.

## Obnova suđenja
Obnovu sudskog postupka iz 1947. i poništenje ondašnje presude K-417/47, zatražio je njegov sin Mato Mortigjija (u trenutku strijeljanja oca imao je 4 godine) preko svog dubrovačkog odvjetnika Antuna Mihočevića krajem 1990-ih. Nakon dugotrajnog sudskog procesa je Županijski sud u Zagrebu, u sastavu; sutkinja Erna Dražančić (predsjednica) i suci Ivan Turudić i Vladimir Pavleković (članovi), 18. veljače 2003. poništilo pravomoćnu presudu Okružnog suda za grad Zagreb od 8. rujna 1947. (broj K-417/47), kojom je Tias Mortigjija, glavni urednik Spremnosti, najčitanijeg tjednika u NDH, te odgovorni urednik dnevnika Hrvatski narod, bio proglašen krivim i osuđen na kaznu smrti strijeljanjem, trajan gubitak političkih prava, roditeljskih prava, prava na mirovinu i pomoć socijalnog osiguranja, te na konfiskaciju imovine, a zbog kaznenih djela iz članka 3. točke 6. i drugih Zakona o krivičnim djelima protiv naroda i države.
U obrazloženju presude navedeno je da su ondašnje komunističke vlasti osudile Tiasa Mortigjiju »za politički motivirana kaznena djela, zlouporabom političke moći« (komunista i njihovih sudova), odnosno da su ga osudili »zato što je bio organizirani član Ustaškog pokreta kao ustaški zastavnik, promaknut u čin rezervnoga ustaškog satnika, te zato što je kao član uredništva, odnosno kao odgovorni urednik u dnevniku Hrvatski narod, zatim u tjedniku Spremnost i drugima objavio niz članaka o Nezavisnoj Državi Hrvatskoj i o borbi hrvatskog naroda za neovisnost«.
Vijeće Županijskog suda u Zagrebu uvjerilo se, naime, da je Tias Mortigjija 1947. proglašen krivim zato što je – »počinio krivično djelo političke suradnje s neprijateljem« (točka 1), i »krivično djelo ratnog zločina«, i to opet »suradnjom s neprijateljem, poticanjem na ubojstva, osuđivanja na smrtne kazne i njihova počinjenja, na uhićenja, mučenja, prisilno iseljavanje i odvođenje u konclogore, prisilno prevođenje na drugu vjeru itd.« (točka 2. – 9.), ponovno »političkom suradnjom s neprijateljem« (točka 10) i »krivičnim djelom nasilnog obaranja i ugrožavanja postojećega državnog uređenja FNRJ, njene vanjske sigurnosti, osnovne demokratske, političke, nacionalne i ekonomske tekovine NOB-a« (točka 11.) zbog čega je osuđen na kaznu smrti strijeljanjem, trajan gubitak već spomenutih prava i konfiskaciju imovine.
Analizom presude 1947. ustanovljeno je: da je sud iz 1947. optuženikovu krivnju temeljio na njegovu priznanju da je bio član Ustaškog pokreta, u činu pričuvnoga zastavnika pa satnika, da je bio odgovorni urednik Hrvatskog naroda i odgovorni i glavni urednik Spremnosti, a nije uvažio Mortigjijinu izjavu kako nije napisao inkriminirane tekstove. Svoje priznanje, među ostalim, Mortigjija je obrazlagao činjenicom da su u njegovim tekstovima sadržani elementi njegova uvjerenja i shvaćanja ondašnje političke situacije.
»U svojim tekstovima«, konstatiralo je vijeće Županijskog suda u Zagrebu, »Mortigjija nije osobno izlagao pozitivne totalitarističke elemente, a ni u kojem slučaju nije odobravao zlopotrebe i zastrašivanja...«
Budući da se na tu presudu Županijsko državno odvjetništvo nije žalilo, ona je postala pravomoćna - a ona znači da je Tias Mortigjija osuđen nevin. 
Očekuje se da bi uskoro mogli uslijediti slični sudski procesi (40 novinara NDH strijeljano je nakon svibnja 1945., 47-sedmorici je doživotno zabranjen svaki javni rad, 13 je ubijeno u završnim operacijama).

### Reakcija na presudu
Ta presuda izazvala je i negativne reakcije u dijelu javnosti. Tako je svoje čuđenje izrazio novinar Vjesnika Ivo Horvat, - koji se zapravo nije okomio na oslobađajuću presudu Mortigjiji, već na njezin prikaz od svojega kolege Josipa Grbelje. Ivo Horvat, ukratko rečeno, kaže »da se bez obzira na poništenje presude iz 1947., ne može se rehabilitirati politika i praksa koju su odgovorni i glavni urednici ustaških listova provodili u službi Pavelićeva režima. To je danas valjda jasno u svim segmentima naše političke scene, i lijevo i desno, pogotovo u novinarstvu. Osim u izoliranim skupinama filoustaških nostalgičara.« Na taj osvrt Horvata reagirao je i prozvani Grbelja, - prozvavši Horvata da ne sudi trijezno i objektivno, već emotivno - jer da ima predrasude o ustaštvu, te da se u stvari ne obračunava s njim već s pravomoćnom sudskom odlukom.
Ta presuda je u nekim krugovima dočekana kao rijetki primjer ispravljanja nepravdi počinjenih za vrijeme komunističke Jugoslavije, tako da se je i predsjednik Hrvatskog doma u Buenos Airesu Anđelko Jurun u svom pismu predsjedniku vlade Sanaderu pozvao na nju.

## Djela
- Dinko Tomašić u pravom svijetlu, Odbor hrvatskih pravnika, Zagreb, 1937.
- Tias Mortigjija: Moj životopis (priredio Trpimir Macan), Nakladni zavod Matice Hrvatske, Zagreb, 1996. ISBN 953-6014-59-9 (Ovu autobiografiju priredio je Trpimir Macan na osnovu dijela istražnog spisa o Tiasu Mortigjiji u građi  Ministarstva unutarnjih poslova Republike Hrvatske koja se čuva u Hrvatskom državnom arhivu u Zagrebu. Pored životopisa, pronašao je i zapisnike zatvorskih ispitivanja, te izjave Vladimira Košaka i Grge Ereša o Mortigjiji.)